# ژیگا اشترن
ژیگا اشترن (اسلوونیایی: Žiga Štern؛ زادهٔ ۲ ژانویهٔ ۱۹۹۴) بازیکن والیبال اهل اسلوونی است.